# Listă de filme idol: P
Aceasta este o listă de filme idol în ordine alfabetică. Vedeți Listă de filme idol pentru lista principală.
| Film                                                     | An               | Regizor                               | Surse                       |
| -------------------------------------------------------- | ---------------- | ------------------------------------- | --------------------------- |
| Pandorum                                                 | 2009             | Christian Alvart                      | [ 1 ]                       |
| The Parallax View                                        | 1974             | Alan J. Pakula                        | [ 2 ]                       |
| Les Parapluies de Cherbourg (The Umbrellas of Cherbourg) | 1964             | Jacques Demy                          | [ 3 ]                       |
| Paris, Texas                                             | 1984             | Wim Wenders                           | [ 4 ]                       |
| Parlez-nous d'amour                                      | 1976             | Jean-Claude Lord                      | [ 5 ]                       |
| The Party                                                | 1968             | Blake Edwards                         | [ 6 ]                       |
| Party Monster                                            | 2003             | Fenton Bailey and Randy Barbato       | [ 7 ]                       |
| Pásla kone na Betóne (She Grazed Horses on Concrete)     | 1982             | Štefan Uher                           | [ 8 ]                       |
| En Passion (The Passion of Anna)                         | 1969             | Ingmar Bergman                        | [ 9 ]                       |
| Pat Garrett and Billy the Kid                            | 1973             | Sam Peckinpah                         | [ 10 ]                      |
| Patrick                                                  | 1978             | Richard Franklin                      | [ 11 ]                      |
| Paul                                                     | 2011             | Greg Mottola                          | [ 12 ]                      |
| Peeping Tom                                              | 1960             | Michael Powell                        | [ 13 ]                      |
| Pee-Wee's Big Adventure                                  | 1985             | Tim Burton                            | [ 14 ]                      |
| Pepi, Luci, Bom                                          | 1980             | Pedro Almodóvar                       | [ 15 ]                      |
| The People Under the Stairs                              | 1991             | Wes Craven                            | [ 16 ] [ 17 ]               |
| Per Qualche Dollaro In Piú (For a Few Dollars More)      | 1965             | Sergio Leone                          | [ 18 ]                      |
| Per Un Pugno Di Dollari (A Fistful of Dollars)           | 1964             | Sergio Leone                          | [ 19 ] [ 20 ]               |
| Le Père Noël est une Ordure (Santa Claus Is a Stinker)   | 1979             | Jean-Marie Poiré                      | [ 21 ] [ 22 ]               |
| Performance                                              | 1970             | Donald Cammell and Nicolas Roeg       | [ 13 ]                      |
| Le Péril Jeune (The Good Old Gaze)                       | 1994             | Cédric Klapisch                       | [ 23 ]                      |
| Persona                                                  | 1966             | Ingmar Bergman                        | [ 24 ]                      |
| Petulia                                                  | 1968             | Richard Lester                        | [ 13 ] [ 25 ]               |
| Phantasm                                                 | 1979             | Don Coscarelli                        | [ 26 ]                      |
| The Phantom                                              | 1996             | Simon Wincer                          | [ 27 ]                      |
| Phantom of the Paradise                                  | 1974             | Brian De Palma                        | [ 2 ] [ 25 ] [ 28 ]         |
| Phase IV                                                 | 1974             | Saul Bass                             | [ 29 ]                      |
| Pi                                                       | 1998             | Darren Aronofsky                      | [ 30 ]                      |
| Pickup on South Street                                   | 1953             | Samuel Fuller                         | [ 31 ]                      |
| Picnic at Hanging Rock                                   | 1975             | Peter Weir                            | [ 2 ]                       |
| The Pillow Book                                          | 1996             | Peter Greenaway                       | [ 32 ]                      |
| Pineapple Express                                        | 2008             | David Gordon Green                    | [ 33 ]                      |
| Pink Flamingos                                           | 1972             | John Waters                           | [ 13 ] [ 34 ]               |
| Pink Floyd – The Wall                                    | 1982             | Alan Parker                           | [ 35 ] [ 36 ]               |
| Piranha                                                  | 1978             | Joe Dante                             | [ 37 ] [ 38 ]               |
| Plan 9 from Outer Space                                  | 1959             | Ed Wood                               | [ 13 ] [ 39 ]               |
| Planet of the Apes                                       | 1968             | Franklin J. Schaffner                 | [ 40 ]                      |
| La Planète Sauvage (Fantastic Planet)                    | 1973             | René Laloux                           | [ 41 ] [ 42 ]               |
| Playtime                                                 | 1967             | Jacques Tati                          | [ 43 ]                      |
| Point Blank                                              | 1967             | John Boorman                          | [ 44 ]                      |
| Point Break                                              | 1991             | Kathryn Bigelow                       | [ 45 ]                      |
| Police Academy                                           | 1984             | Hugh Wilson                           | [ 46 ]                      |
| Polyester                                                | 1981             | John Waters                           | [ 47 ]                      |
| Pool of London                                           | 1951             | Basil Dearden                         | [ 48 ]                      |
| Pootie Tang                                              | 2001             | Louis C.K.                            | [ 49 ]                      |
| Popeye                                                   | 1980             | Robert Altman                         | [ 50 ]                      |
| Popstar: Never Stop Never Stopping                       | 2016             | Akiva Schaffer and Jorma Taccone      | [ 51 ]                      |
| Porky's                                                  | 1982             | Bob Clark                             | [ 46 ]                      |
| Il Portiere di Notte (The Night Porter)                  | 1974             | Liliana Cavani                        | [ 52 ]                      |
| The Poseidon Adventure                                   | 1972             | Ronald Neame                          | [ 53 ]                      |
| Possession                                               | 1981             | Andrzej Żuławski                      | [ 54 ]                      |
| Poultrygeist: Night of the Chicken Dead                  | 2006             | Lloyd Kaufman                         | [ 55 ]                      |
| Les Poupées Russes (Russian Dolls)                       | 2005             | Cédric Klapisch                       | [ 56 ]                      |
| Preaching to the Perverted                               | 1997             | Stuart Urban                          | [ 57 ] [ 58 ]               |
| The President's Analyst                                  | 1967             | Theodore J. Flicker                   | [ 59 ]                      |
| Pretty Baby                                              | 1978             | Louis Malle                           | [ 2 ]                       |
| Pretty in Pink                                           | 1986             | Howard Deutch                         | [ 60 ]                      |
| Pretty Maids All in a Row                                | 1971             | Roger Vadim                           | [ 61 ] [ 62 ] [ 63 ] [ 64 ] |
| Pretty Poison                                            | 1968             | Noel Black                            | [ 13 ] [ 65 ]               |
| Prime Cut                                                | 1972             | Michael Ritchie                       | [ 25 ]                      |
| Primer                                                   | 2004             | Shane Carruth                         | [ 66 ] [ 67 ]               |
| The Princess Bride                                       | 1987             | Rob Reiner                            | [ 39 ]                      |
| Private Parts                                            | 1997             | Betty Thomas                          | [ 68 ]                      |
| Privilege                                                | 1967             | Peter Watkins                         | [ 69 ]                      |
| The Producers                                            | 1968             | Mel Brooks                            | [ 13 ]                      |
| The Projectionist                                        | 1970             | Harry Hurwitz and Chuck McCann        | [ 70 ]                      |
| The Proposition                                          | 2005             | John Hillcoat                         | [ 71 ]                      |
| Przypadek (Blind Chance)                                 | 1987             | Krzysztof Kieślowski                  | [ 72 ]                      |
| Psy (Pigs, also translated as Dogs)                      | 1992             | Władysław Pasikowski                  | [ 73 ] [ 74 ] [ 75 ]        |
| Pulgasari                                                | 1985             | Shin Sang-ok                          | [ 76 ]                      |
| Pulp Fiction                                             | 1994             | Quentin Tarantino                     | [ 77 ]                      |
| Pumping Iron                                             | 1977             | Robert Fiore and George Butler        | [ 78 ] [ 79 ] [ 80 ]        |
| Pumpkin                                                  | 2002             | Anthony Abrams and Adam Larson Broder | [ 81 ]                      |
| Pumpkinhead                                              | 1988             | Stan Winston                          | [ 82 ]                      |
| Pump Up the Volume                                       | 1990             | Allan Moyle                           | [ 83 ]                      |
| Punch-Drunk Love                                         | 2002             | Paul Thomas Anderson                  | [ 84 ]                      |
| Puppet Master                                            | 1989             | David Schmoeller                      | [ 85 ]                      |
| Purple Rain                                              | 1984             | Albert Magnoli                        | [ 86 ]                      |
| Pusher trilogy                                           | 1996–2004 – 2005 | Nicolas Winding Refn                  | [ 87 ] [ 88 ]               |
| Putney Swope                                             | 1969             | Robert Downey, Sr.                    | [ 89 ] [ 90 ]               |